# الشيخ مصطفى
الشيخ مصطفى، قرية تقع في ادلب، سوريا، في منطقة معرة النعمان، وتتسم القرية بطابعها الهادئ، وتعايش اهلها المتناغم، كما تمتلك القرية أراض خصبة، تحيط بها، وتتنوع المزروعات بين الحبوب، وأشجار الزيتون، والتين، وبعض الأشجار المثمرة، كما يعتمد بعض الاهالي في معيشتهم على تربية الماشية، كالابقار، والأغنام.

## الموقع
تقع قرية الشيخ مصطفى، في الريف الجنوبي لمنطقة معرة النعمان، وهي تابعة إداريا لمدينة كفرنبل، ويبلغ عدد سكانها حوالي 2000 نسمة، يعمل معظمهم في الزراعة، وتملك نخبة من المثقفين والأكاديميين.

## درجة الثقافة
تتسم القرية بثقافة اهلها إذ أنًّ الأمية بين صفوف ابنائها تقترب من الصفر ويتجاوز عدد الأكاديميين من حملة الشهادات الجامعية والمعاهد المتوسطة ثلاثمئة شخص علما أن غالبيتهم العظمى من الذكور فقط

## التعليم
في القرية مدرستان للتعليم الأساسي، والثانوية، افتتحت في عام 2010، وتتمتع بكادر من المعلمين الجيدين، وغالبيتهم من أبناء القرية.